# Прокоф'євська домінанта
Прокоф'євська домінанта — специфічна для стилю Сергій Прокоф'єва дисонансова гармонія, в мажорі — поєднання домінантової гармонії (баса, тризвуку, малого септакорду) і мажорного тризвуку на VII ступені (нижньої атакти). Прокоф'євська домінанта, як правило, розв'язується у тонічний тризвук. Термін «прокоф'євська домінанта» запровадив І. В. Способін.

## Коротка характеристика
Гармонія прокоф'євської домінанти, з одного боку, дискретизується слухом як поєднання двох гармоній — домінанти і VII мажорного ступені, і сприймається в цілому як певна «супермажорна» домінанта. З іншого боку, внаслідок переходу терції і квітни в VII в терцію і квінту тонічного тризвуку вона інтерпретується теоретиками як різновид альтерованого домінантсептакорду:

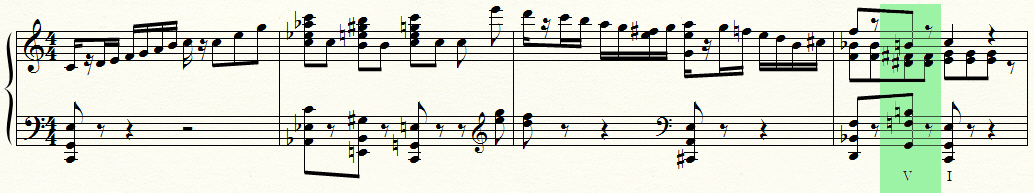
Прокоф'євська домінанта («Джульєтта-дівчинка», з балету «Ромео і Джульєтта»)

Інші приклади: «Ромео» з балету «Ромео і Джульєтта» (заключний каданс), «Філософи» з Кантати до 20-річчя Жовтня (каданси тексто-музичних рядків).
Нижня атакта у Прокоф'єва може сполучатися не тільки з тонікою, але в принципі з будь-яким ступенем ладу, на якому утворюється мажорний тризвук. Наприклад в Гавоті op.32 № 3 вона розв'язується в домінанту fis-moll (Cis), виконуючи функцію своєрідної домінанти. Знавець Прокоф'єва Ю. М. Холопов називав цю гармонію «прокоф'євською подвійною домінантою», вважав її (поряд з домінантою) характерною для гармонічного стилю композитора:

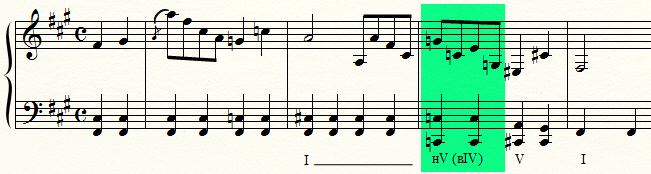
Прокоф'євська подвійна домінанта

Описану акордову послідовність можна знайти в музиці і до Прокоф'єва, і в один час з ним (наприклад, у С. В. Рахманінова), не тільки в академічній музиці, але зрідка і в джазі. Але саме Прокоф'єв використовував цей акордовий оборот в різних гармонійних і фактурних варіантах систематично, що і зробило його своєрідною візитівкою прокоф'євського стилю.